# Lockheed Martin Space Systems

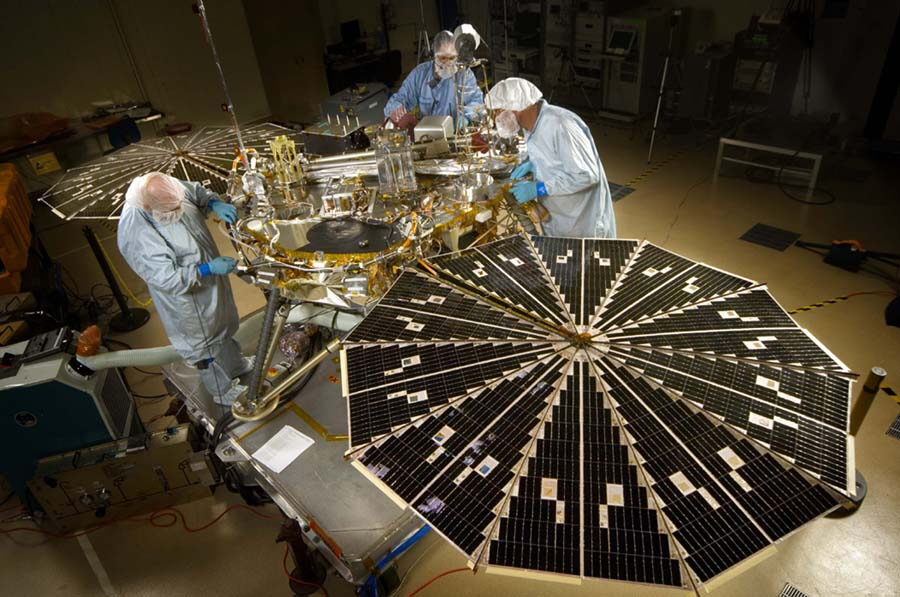
A nave Phoenix Mars Lander, da NASA, sendo vistoriada no Lockheed Martin Space Systems, em Denver

A Lockheed Martin Space Systems é uma das quatro grandes divisões de negócios da Lockheed Martin. Tem sua sede em Denver, Colorado, com locais adicionais em Sunnyvale, Califórnia; Santa Cruz, Califórnia; Huntsville, Alabama; E em outros lugares nos Estados Unidos e no Reino Unido. Atualmente, a divisão emprega cerca de 16.000 pessoas e seus produtos mais notáveis são satélites comerciais e militares, sondas espaciais, sistemas de defesa antimíssil, o Orion Multi-Purpose Crew Vehicle da NASA e o tanque externo do ônibus espacial.